# Heteropoda dede
Espèce
Heteropoda dede est une espèce d'araignées aranéomorphes de la famille des Sparassidae.

## Distribution
Cette espèce est endémique du Sabah en Malaisie,. Elle se rencontre vers la vallée du Danum.

## Description
La femelle holotype mesure 5,3 mm.

## Systématique et taxinomie
Cette espèce a été décrite par Jäger en 2024.

## Étymologie
Cette espèce est nommée en l'honneur d'André Leetz dit Dedé (1951-2022).

## Publication originale
- (en) Jäger, « Five new Heteropoda species from Southeast Asia (Sparassidae: Heteropodinae) », Arachnology, vol. 19, no 8,‎ 2024, p. 1100-1113